# Henri Bonneville de Marsangy
Henri Bonneville de Marsangy (ur. 31 lipca 1895 w Paryżu, zm. 10 lutego 1937 pod Llanes) – francuski wojskowy, a następnie działacz Action Française, dowódca Bandery Joanny d’Arc podczas hiszpańskiej wojny domowej.

## Życiorys
Brał udział w I wojnie światowej jako ochotnik. Służył w kawalerii. Został 2-krotnie ranny, otrzymał Croix de Guerre. W 1920 r. był członkiem Francuskiej Misji Wojskowej w Polsce. W 1926 r. rozpoczął służbę w Maroku w szeregach 4 Pułku Spahisów Algierskich. Powtórnie odznaczono go Croix de Guerre. Był przedstawicielem poglądów nacjonalistycznych. Wstąpił do Action Française Charlesa Maurassa. Z tego powodu został zwolniony z wojska. W 1936 r., po wybuchu w Hiszpanii wojny domowej, wyjechał do tego kraju. Początkowo był korespondentem wojennym Action Française. Jego teksty z frontu były podpisywane pseudonimami „William Francis Brassy” i „Matin”. Po pewnym czasie wstąpił jednak do wojsk gen. Francisco Franco. Służył w Banderze Joanny d’Arc, w której walczyli francuscy ochotnicy nacjonalistyczni. Uczestniczył w walkach pod Meridą, Badajoz, Madellin, Talaverą, o uwolnienie twierdzy w Alcazar i miasto Toledo. Objął dowodzenie francuskiego oddziału w stopniu kapitana. 10 lutego 1937 r. poległ podczas zdobywania Llanes w Asturii.